# Leonberger
Leonberger eller Leonbergeren er en hunderace opkaldt efter byen Leonberg i Baden-Württemberg tæt på Stuttgart.
Leonbergeren er en af de største hunde der findes. Det er en venlig og glad hund, som først og fremmest er en fremragende familiehund. Grundet dens tykke pels kan en leonberger leve både udendørs og indendørs, men den foretrækker at være sammen med sin familie. Leonbergeren har været tæt på at uddø, men er i dag en relativ almindelig race.

## Historie
Leonbergeren opstod da rådmand Heinrich Essing omkring 1840 ville skabe en hund der mindede om den løve, der ses i byens byvåben. Heinrich Essing krydsede en hvid-sort Newfoundlænder og en Sanktbernhardshund. Senere blev også en pyreneerhund indblandet. Allerede tyve år senere var Essings hunde blevet statussymboler, og de solgtes for fantastiske summer og blev eksporteret til hele verden. Verdenskrigene minimerede antallet, men racen er nu reetableret.

## Udseende, pelspleje og helbred
Leonbergeren er en meget stor og robust hund med et let hvælvet hoved. Øjnene er middelstore og ørerne er brede og trekantede og hænger ned langs siden af hovedet. Halen er lang og hænger. Benene er lige og stærke. På trods af dens størrelse er det også en elegant hund.
Leonbergeren er 74-80 cm og vejer 60-77 kg.
Pelsen er mellemlang til lang og har to lag. Det yderste lag er vandafvisende og let bølget. Underulden er fyldig og tæt. Pelsen kræver grundig gennembørstning regelmæssigt. Pelsfarven er enten løvegul, rødbrun, sandfarvet eller kombinationer heraf. Racen har altid sort maske. Det er generelt set en sund race, men den kan være tilbøjelig til at lide af hofteledsdysplasi og problemer med øjenlågene. Forventet levealder er 7-9 år.

## Temperament
Først og fremmest en familiehund. Leonbergerens temperament er en af dets vigtigste og mest karakteristiske kendetegn.

## Træning
Leonbergeren er en Intelligent og lærenem race men vær opmærksom på at man skal være tålmodig og variere sin træning for at holde Leonbergerens opmærksomhed.